# 登封观星台
登封觀星台，也稱為告成天文台，最早是周公建造的觀星台，位於中國河南省登封，鄰近告成，是世界遺產之一。這個觀星台有悠久的歷史，從西周開始到元朝的初期。元朝的天文學家郭守敬在1276年將它重建成一個巨大的天文台，是中国现存最早的古代天文台。附近還有建於唐朝開元十一年（723年）的周公測景台。

## 西周
據說周公在這個地方樹立了圭表（使用陰影或晷針測量太陽位置），他在數學、天文與星占的成就，記載在周髀算經。

## 唐朝
唐朝的天文學家一行在國內各地建立了20餘個標準化的晷針來測量不同地點的均時差。後續的劉焯從AD604年起，在現今的本初子午線以東114° 上，沿著子午線從中亞到越南建立的10個測站，在理想的球面上測量地球這個球體。其中一個測站就建在現今的告成鎮附近，而觀測的成果被用來創建大衍曆。
在觀星台的南方可以找到由一行建造的石龜圖，根據《周禮》的記載，這個地方是地球的中心。

## 元朝
巨大的觀星台始建於1276年，是元朝初期的君王忽必烈命令郭守敬和王恂（1235年-1291年）建造的，用來觀測太陽和星星，以紀錄時間。
觀星台由青石和磚塊建造，分成兩個部分：主體和青石塊的圭，也稱為量天尺。主體是高9.46米的平台，加上建於其上兩間小閣樓的高度是12.62米，在兩間閣樓之間的空隙水平的安裝了一根晷針。兩間閣樓的一间放漏壶，另一间放浑仪。作為量天尺的圭長31.19米，寬0.53，由36塊方形的青石組成，並有兩條水道以校準它的水平。量天尺的位置常向正北，就如同子午線的方向。在測量時，晷針的投影落在量天尺上，使用安置在水道上移動的景符（利用針孔成像使晷針影子清晰的儀器）測量投影的位置，可精確至2mm。在冬至，正午時晷針的影子落在靠近量天尺尾端的位置。通过测量一年当中影子长度的变化，可以确定一年的长度。
這種非常準確的觀測維新的授時曆提供服務，從1281年起共使用了364年。它的回歸年年長度是365日5小時49分20秒，與現行格里曆的數值相同，但是早300年就得到這個數值。
在1787年，拉普拉斯利用這些測量資料來檢查黃赤交角和地球軌道離心率的變化。
它也是元朝初期建立的27座觀星台中的第一座。

## 現況
观星台是由台身和量天尺组成的一座青砖石结构建筑，台身状如覆斗，其作用是 “昼参日影，夜观极星，以正朝夕”。观星台不仅保存了中国古代圭表测影的实物，也是自周公土圭测影以来测影技术发展的高峰，对中国天文史和建筑史都具重要研究价值。

## 图库

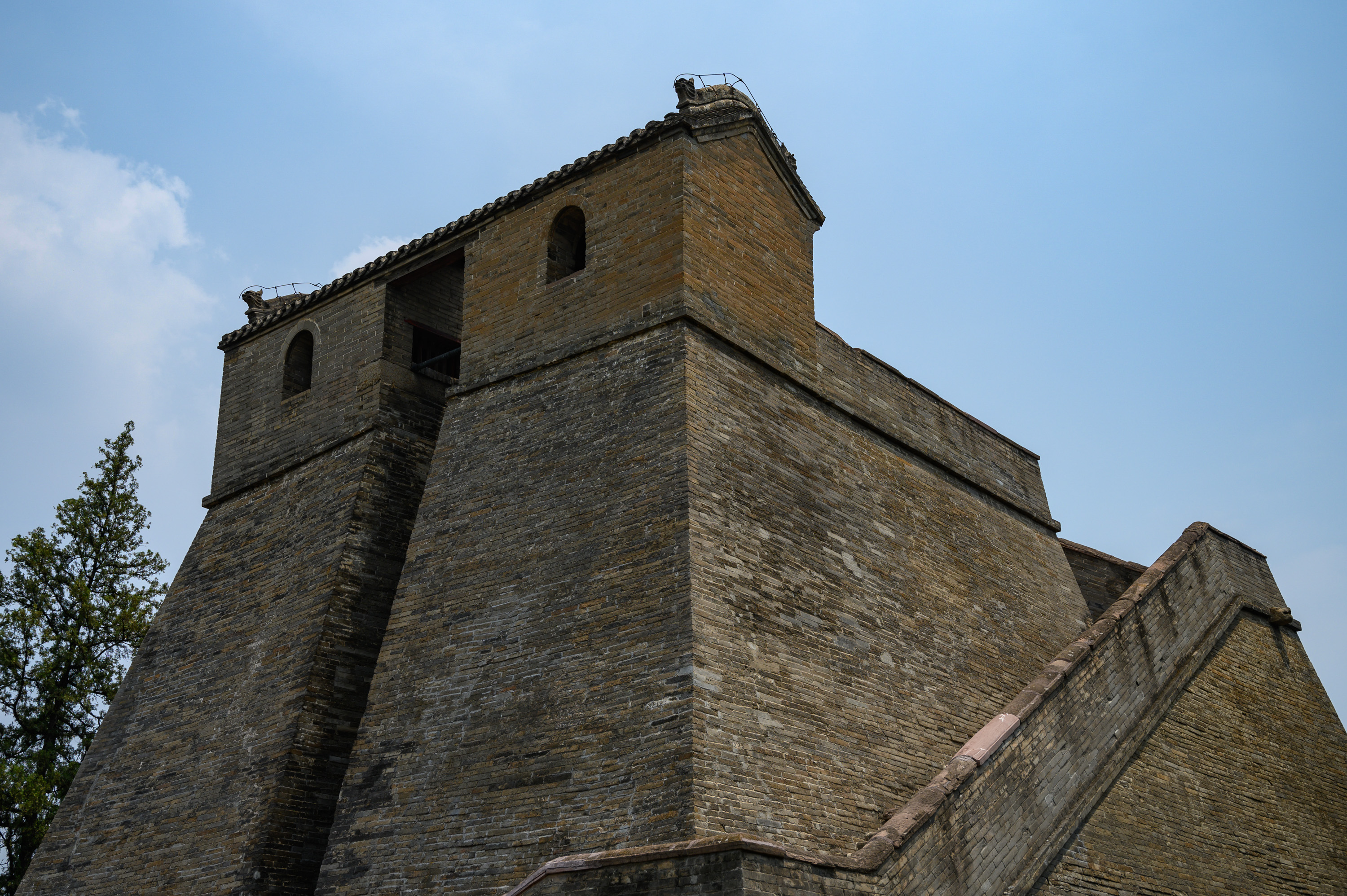
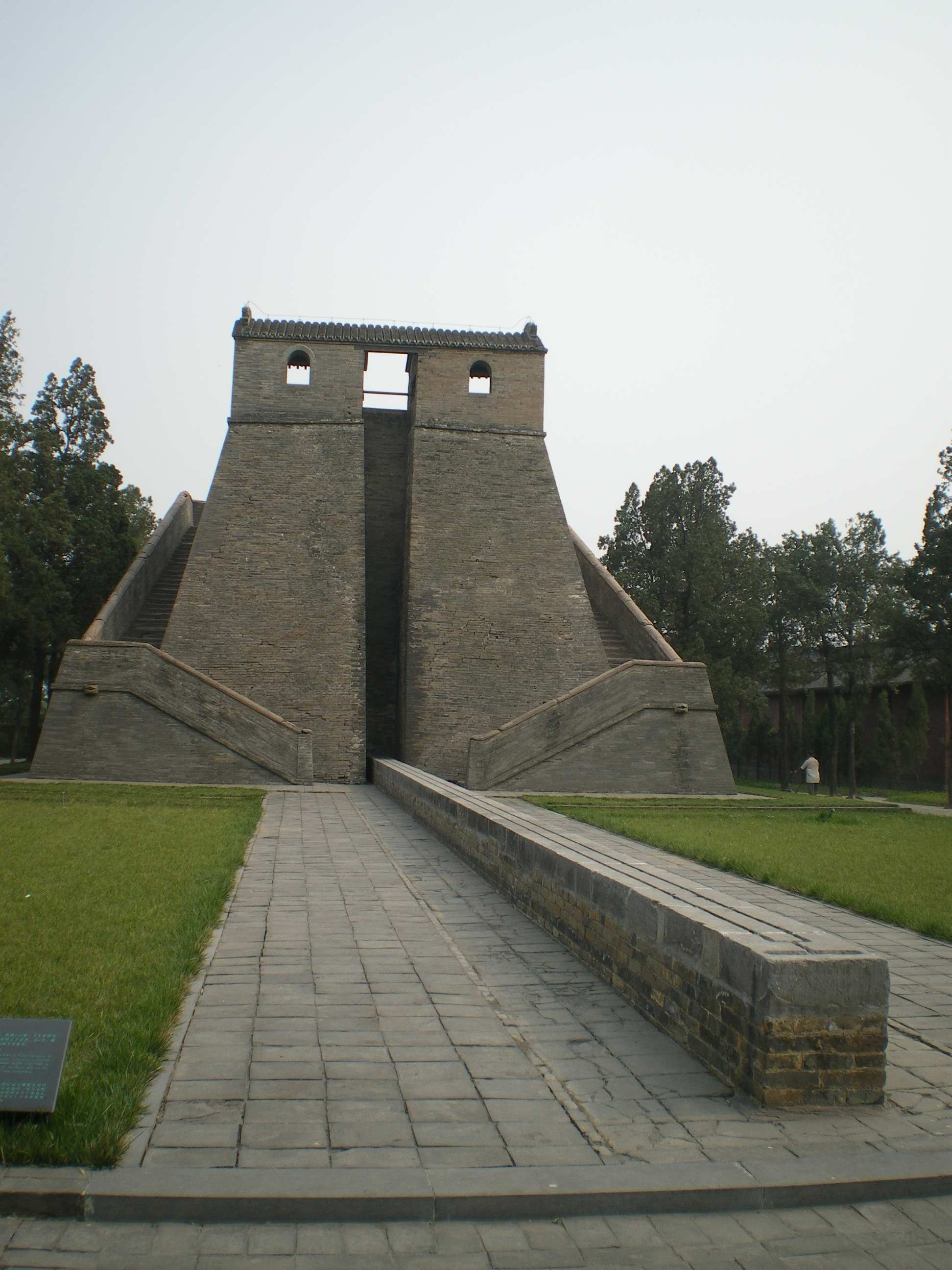
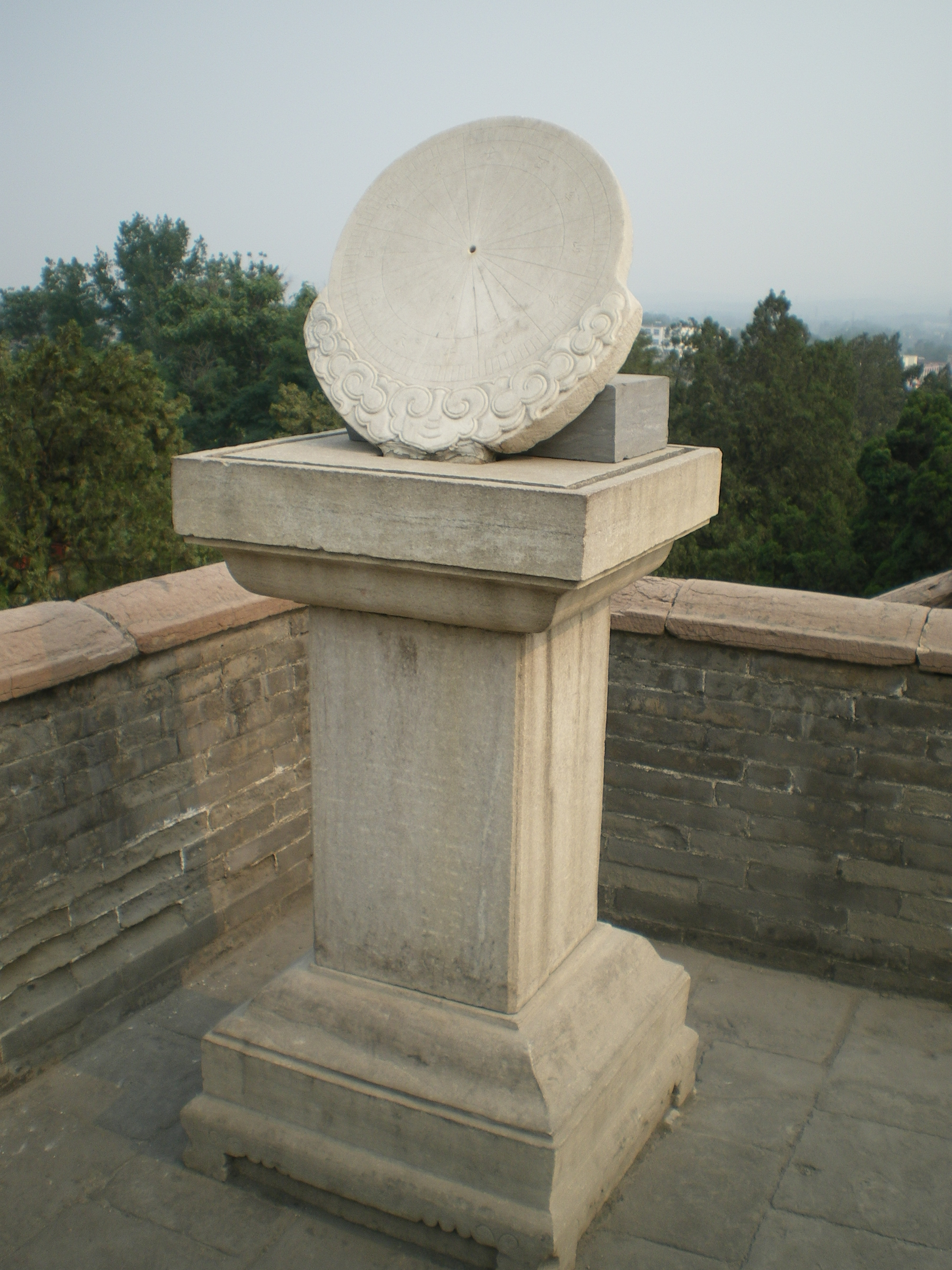
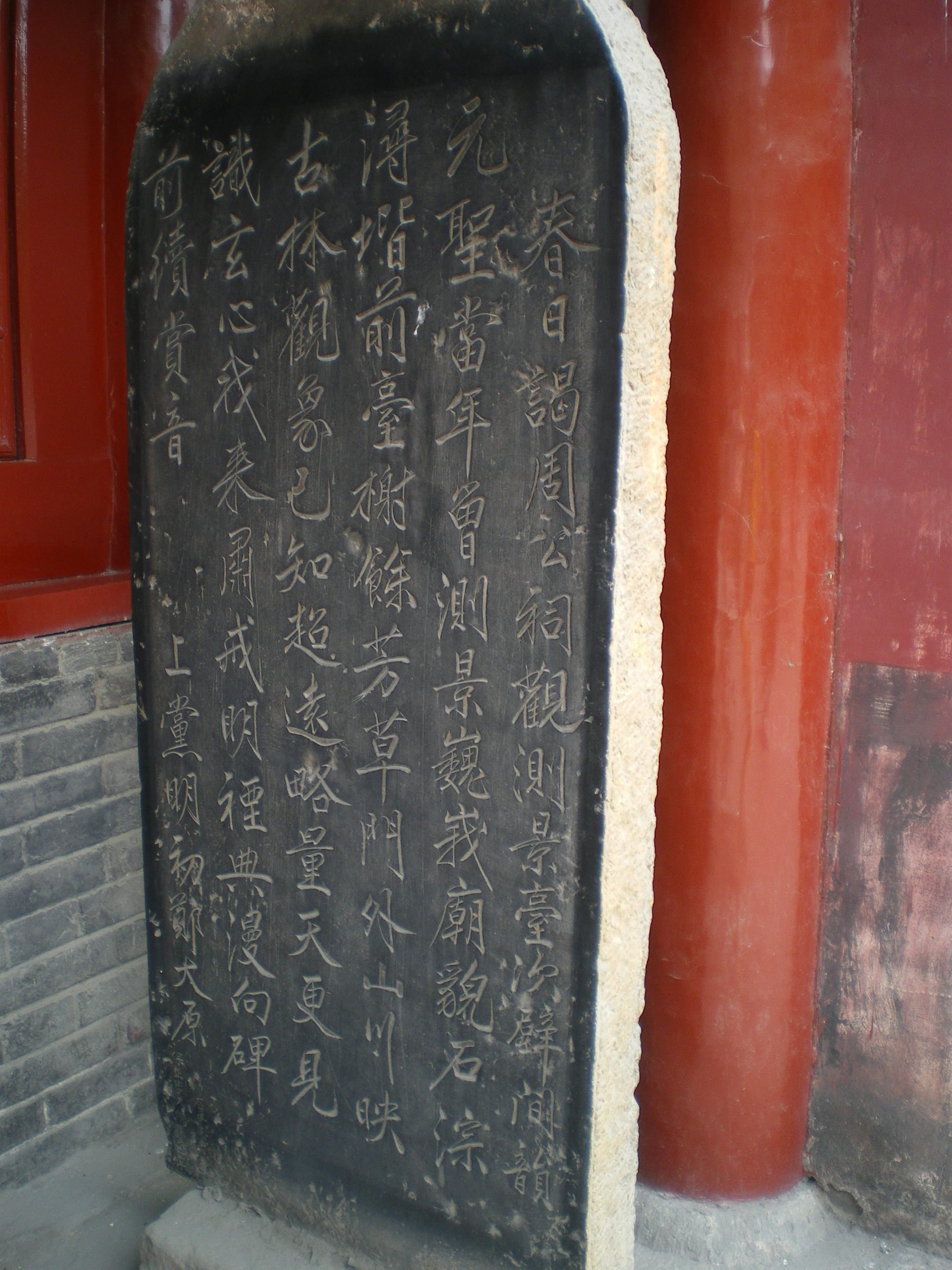
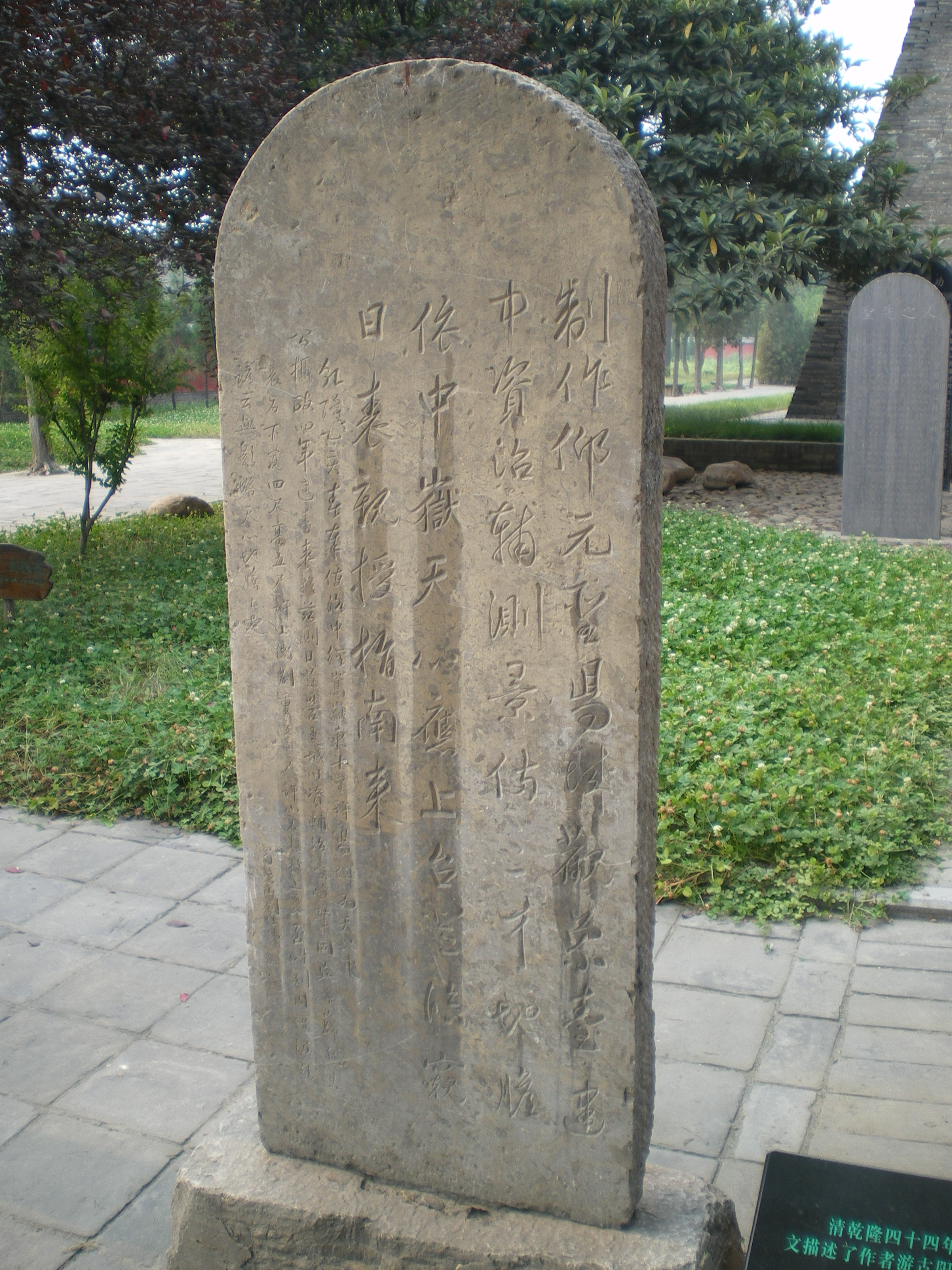

## 外部連結
- The Antiquarian Society
- Early Chinese Astronomy （页面存档备份，存于）
- Ancient Observatories （页面存档备份，存于）
- Gaocheng at ChinaCulture.org showing both observatories
- Surveying of the meridian（页面存档备份，存于）
- Article on the Shoushi calendar from the National University of SingaporePDF（509 KB）

34°29′46″N 113°05′50″E / 34.49611°N 113.09722°E